# La Pologne est la plus importante
La Pologne est la plus importante (Polska jest Najważniejsza, PjN) est un parti politique polonais libéral et conservateur, fondé en 2010 par des dissidents libéraux du parti Droit et justice (PiS). En 2013, le parti décide de se dissoudre et de participer à la création de La Pologne ensemble (Polska Razem) de Jarosław Gowin, tandis qu'une partie de ses membres rejoignent la Plate-forme civique (PO) puis l'Union des démocrates européens (UED).
Le parti est membre de l'Alliance des conservateurs et réformistes européens de 2010 à 2014.

## Histoire

### Fondation
Le parti a été créé le 16 novembre 2010 par les députées Joanna Kluzik-Rostkowska, ancienne ministre du Travail et Elżbieta Jakubiak, ancienne ministre des Sports, toutes deux exclues onze jours plus tôt du parti Droit et justice (PiS) de Jarosław Kaczyński. Elles ont été rapidement rejointes par plusieurs députés à la Diète et députés européens, dont Michał Kamiński, ancien porte-parole de la présidence de la République, qui a déclaré à cette occasion que le PiS était désormais contrôlé par l'extrême droite.
Le nom de la formation fait référence au slogan de Jarosław Kaczyński pendant la campagne électorale pour la présidentielle de 2010, sa directrice de campagne n'étant autre que Joanna Kluzik-Rostkowska.

### Un certain succès auprès des membres du PiS
Dès le lendemain de sa fondation, PjN a déposé une demande d'enregistrement, avec le statut d'association, auprès du tribunal de Varsovie. Bien que deux autres associations aient revendiqué porter le même non, le parti a été enregistré sous le nom de « La Pologne est le plus important » le 9 décembre. Environ deux semaines plus tôt, le 23 novembre, quinze députés, dirigés par Joanna Kluzik-Rostkowska, avaient constitué un groupe parlementaire indépendant du PiS, rejoints le 3 décembre suivant par deux autres parlementaires.
Après la présentation de la déclaration programmatique le 8 décembre, qui faisait appel aux valeurs républicaines, conservatrices, chrétiennes et libérales, l'association a tenu son premier congrès le 12, au cours duquel Joanna Kluzik-Rostkowska a annoncé la transformation de PjN en parti politique.

### Adhésions et défections
Du fait de l'adhésion, en janvier 2011, d'un sénateur élu sous les couleurs de la Plate-forme civique, PjN obtient son premier sénateur et accueille son premier parlementaire n'ayant pas appartenu à Droit et justice. Le mois suivant, un autre ancien membre de la PO fait son entrée à la Diète, en tant que suppléant, et rejoint alors le groupe PjN, portant son nombre de députés à 18. Au cours de ce même mois de février 2011, Joanna Kluzik-Rostkowska propose de constituer une coalition politique avec PO, en vue des élections législatives du 9 octobre.
Peu après, Adam Bielan, député européen ayant participé à la fondation du parti, décide de s'en retirer, et de siéger comme indépendant au groupe Conservateurs et réformistes européens (ECR). PjN connaît, en juin 2011, trois défections à la Diète, dont celle de Joanna Kluzik-Rostkowska, qui rejoint alors la Plate-forme civique. Au début du mois, le député européen Paweł Kowal avait été porté à la tête du parti, et Paweł Poncyljusz (pl) à la direction du groupe parlementaire.

## Programme
Le parti se déclare comme étant une formation de centre droit, conservatrice et démocrate-chrétienne. En matière de politique économique et sociale, PjN se déclare en faveur d'une politique active pour la promotion de la famille, notamment par une fiscalité plus favorable aux familles nombreuses. Elle propose en outre de réduire les formalités administratives qui entraveraient l'activité économique, d'augmenter le seuil minimum pour être assujetti à l'impôt sur le revenu, de supprimer les cotisations obligatoires aux fonds de pension, tout en augmentant fortement la contribution obligatoire à la Sécurité sociale, et d'introduire des allègements fiscaux pour ceux ayant volontairement choisi de cotiser à un fonds de pension. Le parti se prononce également pour une libéralisation du système de santé.

## Personnalités
À sa fondation, La Pologne est le plus important était dirigé par Joanna Kluzik-Rostkowska, ancienne ministre du Travail et députée de la circonscription de Łódź, élue sur la liste de Droit et justice aux élections législatives anticipées de 2007.
Parmi les autres personnalités de premier plan, se trouvent Elżbieta Jakubiak, ancienne chef de cabinet du président de la République puis ministre des Sports, députée de Siedlce élue sur la liste PiS ; ou Michał Kamiński, ancien porte-parole de la présidence de la République, député européen PiS élu aux élections européennes de 2009.